# 鲁比·迪伊
鲁比·迪伊（英語：Ruby Dee，1922年10月27日—2014年6月11日），女，美国演员、诗人、剧作家、记者和人权活动家。曾获得黄金时段艾美奖迷你影集／电视电影最佳女配角。